# Phebalium filifolium
Phebalium filifolium är en vinruteväxtart som beskrevs av Porphir Kiril Nicolai Stepanowitsch Turczaninow. Phebalium filifolium ingår i släktet Phebalium och familjen vinruteväxter. Inga underarter finns listade i Catalogue of Life.